# Bart De Clercq
Bart De Clercq (* 26. August 1986 in Zottegem) ist ein ehemaliger belgischer Radrennfahrer.

## Sportliche Karriere
Als Jugendlicher begann Bart De Clercq mit Leichtathletik und war ein hervorragender Langstreckenläufer. Wegen einer langwierigen Schienbeinverletzung wandte er sich drei Jahre später dem Radsport zu, den er schon mehrere Jahre in einem Radtouristen-Club betrieb. 2008 hatte er sein Debüt in der Männer U23-Klasse. 2009 wurde er Zweiter in der Gesamtwertung der Tour de Namur. 2010 gewann er die Tour de Moselle und belegte in der Gesamtwertung des Giro della Valle d’Aosta Platz fünf.
2011 wurde Bart De Clercq Profi beim Team Omega Pharma-Lotto. Beim Giro d’Italia im selben Jahr gewann er die Bergankunft der siebten Etappe nach Montevergine di Mercogliano mit einer Attacke sieben Kilometer vor dem Ziel, rettete seinen Sieg bei der Zielankunft wenige Zentimeter vor den verfolgenden Favoriten und eroberte neben dem Etappensieg vorübergehend das Grüne Trikot des Führenden in der Bergwertung.
2015 entschied De Clercq eine Etappe der Polen-Rundfahrt für sich, den Sieg in der Gesamtwertung verpasste er als Zweiter gerade mal um zwei Sekunden. 2016 gewann er die Bergwertung der Tour de l’Ain. Bis einschließlich 2017 nahm er elfmal an einer Grand Tour teil, die beste Platzierung in der Gesamtwertung war ein 14. Rang bei der Vuelta a España 2015.
Im Januar 2018 brach sich Bart De Clercq beim Sturz während einer Trainingsfahrt die Hüfte. Anschließend musste er sich mehreren Operationen unterziehen und konnte ein ganzes Jahr lang keine Rennen bestreiten. Im Februar 2019 startete er beim ersten Rennen nach dieser langen Pause mit einer künstlichen Hüfte und belegte in der Gesamtwertung der Tour of Oman Rang 47. Insgesamt konnte er im Verlauf der Saison keine nennenswerten Ergebnisse erzielen und schied häufig vorzeitig aus, so dass er nach der Saison 2019 seine Karriere als Radrennfahrer beendete.

## Erfolge
2011
- eine Etappe Giro d’Italia

2015
- eine Etappe Polen-Rundfahrt

2016
- Bergwertung Tour de l’Ain

## Grand-Tour-Platzierungen
| Grand Tour            | 2011 | 2012 | 2013 | 2014 | 2015 | 2016 | 2017 |
| --------------------- | ---- | ---- | ---- | ---- | ---- | ---- | ---- |
| Giro d’ItaliaGiro     | 27   | 40   | –    | –    | –    | –    | DNF  |
| Tour de FranceTour    | –    | –    | 38   | DNF  | –    | –    | 40   |
| Vuelta a EspañaVuelta | –    | 17   | DNF  | 34   | 14   | 53   | –    |